# 21 de marzo
El 21 de marzo es el 80.º (octogésimo) día del año en el calendario gregoriano y el 81.ᵉʳ en los años bisiestos. Quedan 285 días para finalizar el año.

## Acontecimientos
- 537: Sitio de Roma por el rey Vitiges, quien intenta asaltar las Murallas aurelianas, en el norte y este de la ciudad, pero es rechazado en la puerta Prenestina ―conocida como el Vivarium―, por los defensores comandados por Bessas y Peranius.
- 717: cerca de Cambrai (en el norte de Francia) se produce la Batalla de Vincy entre Carlos Martel y Ragenfrid.
- 1098: en Citeaux (Borgoña), el religioso francés Robert de Molesme funda el primer monasterio del Císter.
- 1188: en Japón, Antoku se convierte en emperador.
- 1222: Alfonso X de Castilla, llamado el Sabio, de pocos meses de edad, es jurado heredero al trono de Castilla, en la ciudad de Burgos.[1]
- 1413: en Inglaterra, Enrique V se convierte en rey.
- 1534: el conquistador español Pedro de Mendoza es designado «adelantado» del Río de la Plata.
- 1556: en Oxford (Inglaterra) es quemado el arzobispo de Canterbury Thomas Cranmer, acusado de herejía.
- 1788: en los Estados Unidos, un incendio destruye completamente la ciudad de Nueva Orleans.
- 1800: en Venecia, mientras la cúpula de la iglesia desaloja Roma debido al conflicto armado, Pío VII es coronado con una tiara papal temporal hecha de papel maché.
- 1801: cerca de las ruinas de Nicópolis (Egipto) los ejércitos británico y francés libran la batalla de Alejandría.
- 1804: en Francia se adopta el Código de Napoleón como nuevo cuerpo de legislación civil.
- 1829: en la provincia de Alicante (España), se produce el terremoto de Torrevieja, de magnitud 6,6 en la escala de Richter, que sacudió la Vega Baja causando 389 muertos y destruyendo 1895 casas.
- 1843: en los Estados Unidos tendría que haber comenzado el Fin del Mundo vaticinado por el milenarista William Miller de acuerdo con su interpretación de las profecías de Daniel. (Véase Lista de fechas del fin del mundo).
- 1844: en los Estados Unidos pasa el último día probable del fin del mundo, según las creencias de William Miller. Este profetiza que el Armagedón sucederá entonces el 22 de octubre de 1844. La comprobación de que las profecías fueron falsas generó la Gran Decepción y originó la religión adventista.
- 1844: comienza la era bahái (primer día del calendario de esa religión).
- 1847: el capitán General Rafael Carrera y Turcios establece la República de Guatemala.
- 1871: el canciller de Alemania Otto von Bismarck inaugura el primer Parlamento del Imperio alemán.

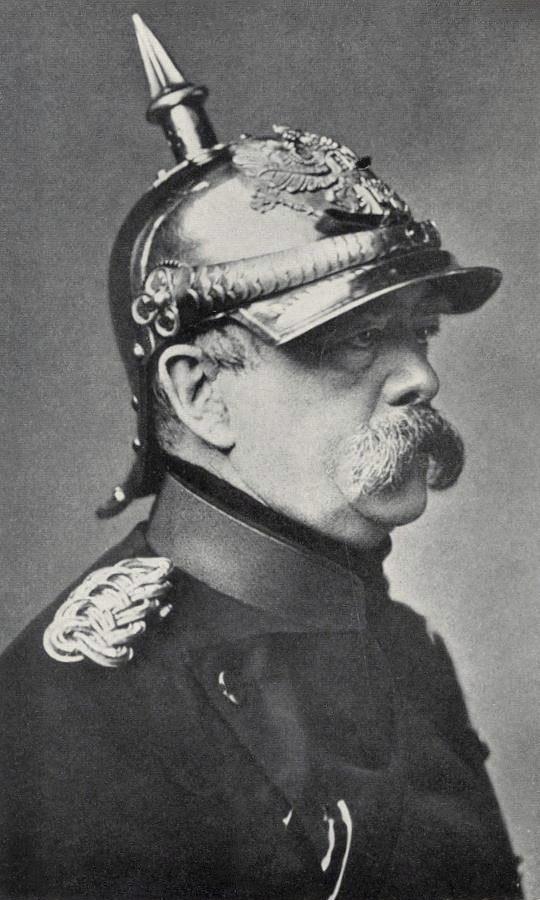
El canciller imperial Otto von Bismarck inaugura el primer parlamento alemán.

- 1871: en África, el periodista Henry Morton Stanley (1841-1904) comienza su viaje en busca del misionero y explorador David Livingstone (1813-1873), a quien encontrará el 27 de octubre.
- 1892: en la provincia de Catamarca (Argentina) sucede un terremoto de magnitud 6,0 en la escala sismológica de Richter, dejando un saldo de algunas víctimas fatales. (Ver Terremoto de Recreo).
- 1913 (Viernes Santo): en Dayton (Ohio), desde hoy comienza una inundación de varios días que matará a 360 personas y destruirá 20 000 hogares. Es el peor desastre en la historia del estado.
- 1918: en el marco de la Primera Guerra Mundial, a las 4:40 h los alemanes realizan su última ofensiva (Kaiserschlacht, o ‘batalla del Káiser’), una línea de ataque simultáneo de 69 km de ancho, que terminará con la victoria aliada de franceses, británicos y estadounidenses.
- 1919: en Hungría se proclama la República Soviética Húngara.
- 1921: el Partido Bolchevique implementa la Nueva Política Económica en respuesta al fracaso económico como resultado del comunismo de guerra.
- 1930: en Chile comienza a funcionar la Fuerza Aérea, fundada por Arturo Merino Benítez.
- 1933: el canciller de Alemania Adolf Hitler inaugura el primer Parlamento alemán de la Alemania nazi.
- 1933: a 16 km al noroeste de Múnich (Alemania) se termina la construcción del campo de concentración de Dachau, el primero construido por los nazis. Allí sucederán 32 000 muertes.
- 1937: en España finaliza la Batalla de Guadalajara (guerra civil española).
- 1937: en Ponce (Puerto Rico), por órdenes del gobernador estadounidense Blanton C. Winship (1869-1947), la policía dispara contra una manifestación pacífica (Masacre de Ponce). Mueren 16 adultos y una niña de 13 años de edad. Debido a que la policía rodeó a la multitud, también mueren dos policías por «fuego amigo» (disparos cruzados).
- 1945: en Copenhague (Dinamarca) —en el marco de la Segunda Guerra Mundial—, aviones británicos llevan a cabo la Operación Cartago: bombardean el cuartel de la Gestapo. Mueren 55 soldados alemanes y 55 civiles daneses (47 empleados y 8 prisioneros). También destruyen una escuela, donde mueren 39 adultos y 86 niños.
- 1945: en el marco de la Segunda Guerra Mundial, Bulgaria y la Unión Soviética completan con éxito su defensa de la orilla norte del río Drava cuando concluye la batalla de las colinas transdanubianas.
- 1947: en Chihuahua (México), se inaugura el cine Colonial en el lugar que ocupaba el teatro Betancourt.
- 1951: En México, inicia sus transmisiones el canal de televisión XEW Canal 2 (actualmente Las Estrellas), frecuencia fundada por Emilio Azcárraga Vidaurreta.
- 1952: en Cleveland, Estados Unidos, se realiza el Moondog Coronation Ball, considerado el primer concierto de rock de la historia
- 1957: en El Salvador, surgen otros cargos contra el comandante de la policía nacional Adán Torres Valencia, según declara en la FGR el teniente Domingo Monterrosa Ríos, que era jefe de la GN en San Pedro Masahuat cuando la anciana Francisca de la Paz fue asesinada en circunstancias misteriosas.
- 1960: en Sudáfrica, la policía dispara contra una manifestación pacífica, matando a 69 personas de raza negra e hiriendo a 180 (Masacre de Sharpeville).
- 1963: en los Estados Unidos se cierra oficialmente la prisión de la isla de Alcatraz, debido a la contaminación que producía en la bahía de San Francisco
- 1964: en Copenhague (Dinamarca) —cuando se cumplen 19 años de la masacre de Copenhague (ver más arriba, en 1945)— la italiana Gigliola Cinquetti gana el noveno Festival de la Canción de Eurovisión con la canción Non ho l’età (‘no tengo edad [para amarte]’).
- 1965: en cabo Cañaveral (Estados Unidos), la NASA lanza la nave Ranger 9, que será la última sonda lunar.
- 1966: en Nueva York (Estados Unidos) la Asamblea General de la ONU proclama el «Día Internacional de la Eliminación de la Discriminación Racial» en memoria de la Masacre de Sharpeville (Sudáfrica) en esta misma fecha en 1960.
- 1968: en Jordania se libra la batalla de Karameh entre las Fuerzas de Defensa Israelíes y Fatah.
- 1970: en Ámsterdam, Irlanda gana la XV Edición de Eurovisión con el tema All kinds of everything de Dana.
- 1975: en el Gran Buenos Aires (Argentina) la Triple A perpetra la masacre de Pasco contra militantes de la Juventud Peronista.
- 1980: en los Estados Unidos, en el final de temporada de la telenovela Dallas, el infame personaje J. R. Ewing (representado por el actor Larry Hagman, 1931-2012) es tiroteado por un personaje fuera de plano, generando el eslogan «¿Quién le disparó a Jota Erre?».
- 1981: en Chile un incendio en la Torre Santa María provoca la muerte de 11 personas, entre ellas un voluntario de bomberos. El siniestro se inició en el piso 12, cuando unos trabajadores instalaban alfombras con tarros de neoprén.
- 1990: Namibia se independiza de Sudáfrica.
- 1990: en el País Vasco emite por primera vez la emisora Gaztea.
- 1991: en la Comunidad de Madrid se aprueba la segregación de parte del término municipal de Colmenar Viejo para crear un nuevo municipio llamado Tres Cantos.
- 1994: entra en vigor la Convención Marco de las Naciones Unidas sobre el Cambio Climático.
- 1994: en los Estados Unidos se incluye el cráter Sedan (el cráter artificial más grande en ese país) en el Registro Nacional de Lugares Históricos.
- 1997: en un bar de Tel Aviv (Israel), un suicida hace explotar una bomba matando a 3 personas e hiriendo a 49.
- 1999: en el oasis de Bawiti (en el desierto egipcio), a 300 km al oeste de El Cairo, el suizo Bertrand Piccard (1958-) —nieto de Auguste Piccard, inventor del batiscafo— y el británico Brian Jones (1947–) completan el primer vuelo en globo aerostático alrededor de la Tierra. Habían despegado de Château D’Oex (Suiza) el 1 de marzo.
- 2001: en Afganistán, el gobierno talibán de Mohammed Omar destruye los dos gigantescos Budas de Bāmiyān (siglo V), con la ayuda de ingenieros árabes y pakistaníes.
- 2001: la empresa japonesa Nintendo lanza la consola portátil Game Boy Advance.
- 2004: en El Salvador, Elías Antonio Saca (candidato presidencial del partido oficial, ARENA) derrota a Schafik Handal (candidato presidencial del partido de oposición FMLN) con el 57,71 % de los votos en las elecciones presidenciales celebradas en ese mismo día.
- 2005: en Hong Kong se funda la página de descargas Megaupload.
- 2006: en Dubái, los trabajadores inmigrantes que construyen el Burj Khalifa y la nueva terminal del Aeropuerto Internacional de Dubái realizan disturbios que causan un millón de dólares estadounidenses en daños.
- 2006: en San Francisco (California) se funda Twitter, el sitio web de microblogging.
- 2014: en España, Adolfo Suárez Illana anuncia que su padre, el expresidente del Gobierno Adolfo Suárez está hospitalizado de urgencia.
- 2018: Pedro Pablo Kuczynski renuncia a la presidencia del Perú, en su tercer año de mandato, siendo el punto fuerte de la crisis política que el país vivió entre 2017 y 2018.

## Nacimientos
- 927: Song Taizu, emperador chino (f. 976).
- 1226: Carlos de Anjou, rey de Sicilia (f. 1285).
- 1300: Heinrich Seuse, místico alemán (f. 1366).
- 1521: Mauricio de Sajonia, elector sajón (f. 1553).
- 1527: Hermann Finck, compositor alemán (f. 1558).
- 1551: María Ana de Baviera, aristócrata alemana (f. 1608).
- 1557: Anne Howard, aristócrata y poeta inglesa (f. 1630).
- 1626: San Pedro de San José Betancur, religioso español (f. 1667).
- 1665: José Benito de Churriguera, arquitecto español  (f. 1725).
- 1666: Ogyū Sorai, filósofo confuciano japonés (f. 1728).
- 1736: Claude-Nicolas Ledoux, arquitecto y urbanista francés (f. 1806).
- 1752: Mary Dixon Kies, inventora estadounidense (f. 1837).
- 1763: Jean Paul, escritor alemán (f. 1825).
- 1768: Jean-Baptiste Joseph Fourier, matemático y físico francés (f. 1830).

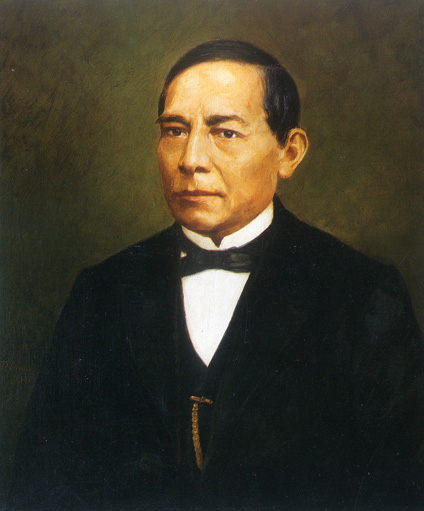
Benito Pablo Juárez García

- 1806: Benito Juárez, abogado y político mexicano, 26.° presidente de México entre 1858 y 1872 (f. 1872).
- 1836: Jesús de Monasterio, violinista y compositor español (f. 1903).
- 1839: Modest Músorgski, compositor nacionalista ruso (f. 1881).
- 1844: Serafín Peña, profesor y educador mexicano (f. 1926).
- 1849: Federico Madariaga, militar y escritor español (f. 1927).
- 1866: Antonia Maury, astrónoma estadounidense (f. 1952).
- 1869: Florenz Ziegfeld, director de teatro y productor estadounidense (f. 1932).
- 1876: John Tewksbury, atleta estadounidense (f. 1968).
- 1877: Andrés Saliquet, militar español (f. 1959).
- 1885: Pierre Renoir, actor francés de cine y teatro (f. 1952).
- 1886: Emilio Jimeno Gil, científico español (f. 1976).
- 1887: Erich Mendelsohn, arquitecto estadounidense (f. 1953).
- 1889: W. S. Van Dyke, cineasta estadounidense (f. 1943).
- 1893: M. N. Roy, revolucionario, activista y teórico bengalí (f. 1956).
- 1895: Sabino Álvarez Gendín, catedrático universitario (f. 1983).
- 1900: Antonio Romañá Pujó, matemático y sacerdote español (f. 1981).
- 1900: Paul Kletzki, compositor y director de orquesta polaco-suizo (f. 1973)
- 1901: Karl Arnold, político alemán (f. 1958).
- 1902: Son House, músico estadounidense (f. 1988).
- 1904: Nikolaos Skalkottas, compositor griego (f. 1949).
- 1905: Joan Corominas, filólogo español (f. 1997).
- 1913: George Abecassis, piloto británico de Fórmula 1 (f. 1991).
- 1913: Rodney Arismendi, político uruguayo (f. 1989).
- 1913: Guillermo Haro Barraza, astrónomo mexicano (f. 1988).
- 1913: Bismillah Khan, músico indio (f. 2006).
- 1914: Paul Tortelier, chelista francés (f. 1990).
- 1915: José Barros, compositor colombiano (f. 2007).
- 1920: Éric Rohmer, cineasta francés (f. 2010).
- 1921: Abdul Salam Arif, militar y político iraquí, presidente de Irak entre 1963 y 1966 (f. 1966).
- 1921: Francisco Godia, piloto de automovlismo español (f. 1990).
- 1922: Russ Meyer, cineasta estadounidense (f. 2004).
- 1923: Gregorio Vardanega, artista italiano (f. 2007).
- 1925: Peter Brook, productor y director británico de teatro (f. 2022).
- 1926: Camilo Rodolfo Cervino, futbolista argentino (f. 2017).
- 1926: André Delvaux, cineasta belga.
- 1927: Hans-Dietrich Genscher, político alemán (f. 2016).
- 1927: Halton Arp, astrónomo estadounidense (f. 2013).
- 1928: Surya Bahadur Thapa, político nepalí, primer ministro de Nepal (f. 2015).
- 1931: Alda Merini, poeta italiana (f. 2009).
- 1932: Carlos Artigas, actor argentino (f. 2012).
- 1932: Walter Gilbert, científico estadounidense, premio Nobel de Química en 1980.
- 1932: Joseph Silverstein, director de orquesta y violinista estadounidense (f. 2015).
- 1935: Brian Clough, entrenador británico de fútbol (f. 2004).
- 1935: Filaret, sacerdote bielorruso (f. 2021).
- 1937: Pierre-Jean Rémy, diplomático y escritor francés (f. 2010).
- 1938: Oscar López Ruiz, guitarrista, productor y compositor argentino (f. 2021).
- 1940: Solomon Burke, cantante estadounidense (f. 2010).
- 1940: Rafael Lorente Mourelle, arquitecto uruguayo.
- 1942: Françoise Dorléac, actriz francesa (f. 1967).
- 1944: Marie-Christine Barrault, actriz francesa.
- 1946: Timothy Dalton, actor británico.
- 1946: Miguel Abuelo, cantautor argentino de rock (f. 1988).
- 1947: Ali Abdullah Saleh, político y militar yemení, presidente de Yemen entre 1990 y 2012 (f. 2017).
- 1947: Jenny Pronczuk de Garbino, médica toxicóloga uruguaya (f. 2010).
- 1948: Scott Fahlman, científico informático estadounidense.
- 1949: Slavoj Žižek, filósofo y sociólogo esloveno.
- 1950: Daniel Celedón, es un abogado, cantante y compositor colombiano de música vallenata. tío del también cantante vallenato, Jorge Celedón.
- 1950: Roger Hodgson, cantante británico, de la banda Supertramp.
- 1950: Serguéi Lavrov, político y diplomático ruso.
- 1951: Siosaʻia Maʻulupekotofa Tuita, diplomático tongano.
- 1952: Berenice Azambuja, cantante, compositora e instrumentista brasileña de música nativista.
- 1955: Jair Bolsonaro, militar y político brasilero, presidente de Brasil entre 2019 y 2022.
- 1956: Ingrid Kristiansen, corredora noruega.
- 1957: Youssef Rzouga, poeta tunecino.
- 1958: Gary Oldman, actor británico.Gary Oldman

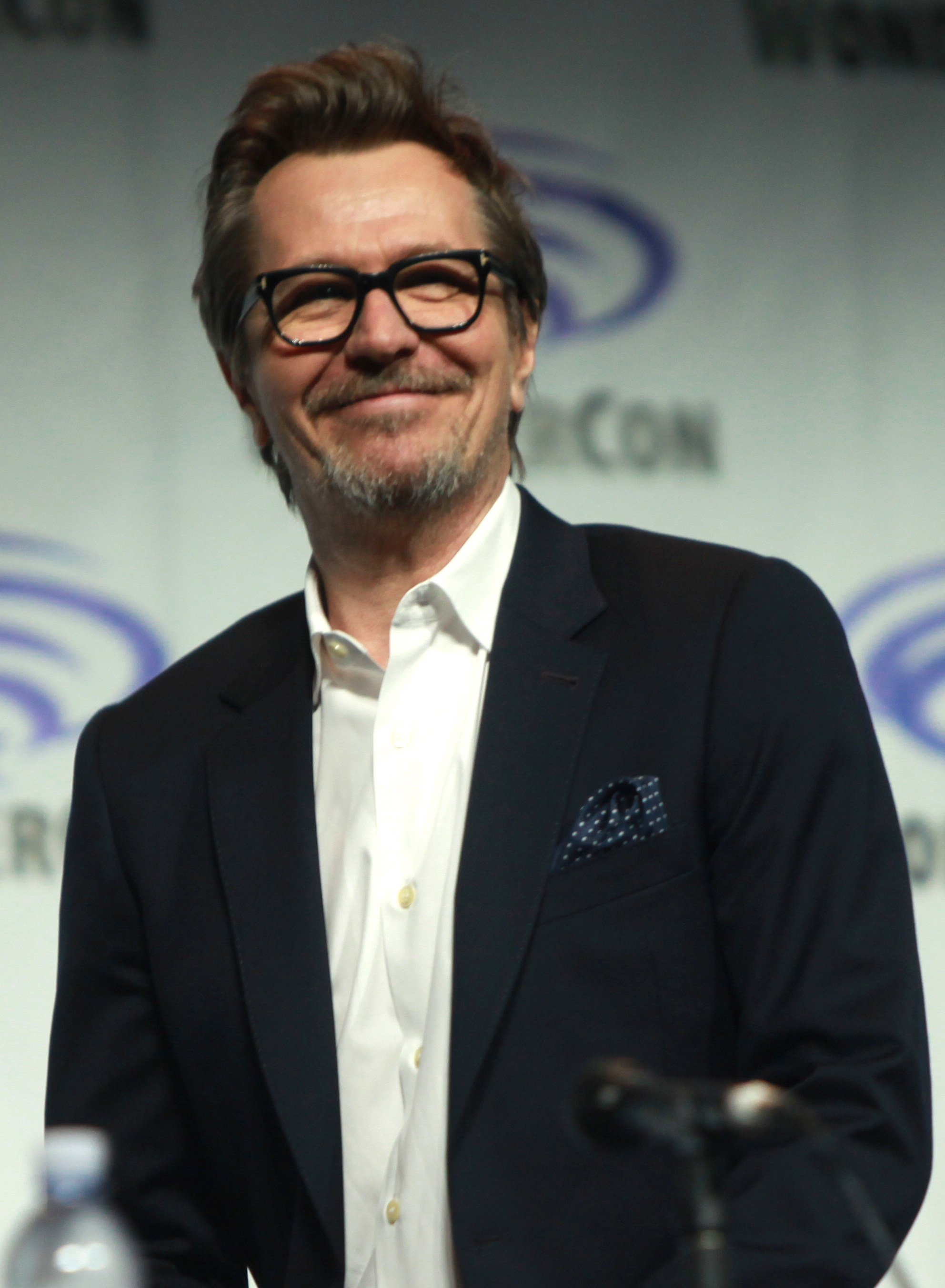
Gary Oldman

- 1959: Nobuo Uematsu, compositor japonés de música para videojuegos.
- 1960: Marito (Mario Perrotta), cantor acompañante de Jorge Cafrune (1937-1978) entre 1972 y 1974.
- 1960: Ayrton Senna, piloto de automovilismo brasileño (f. 1994).Ayrton Senna

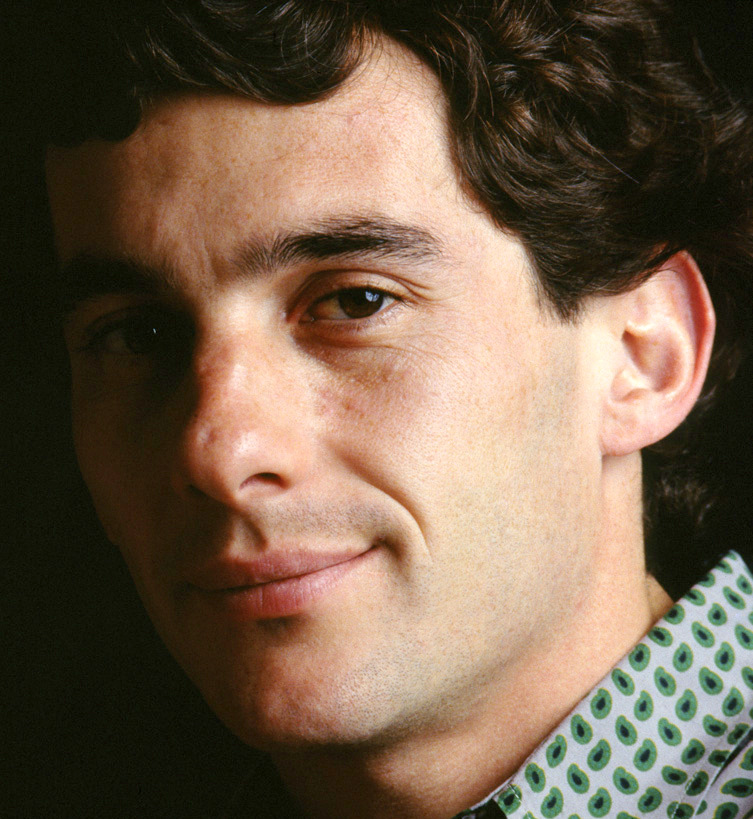
Ayrton Senna

- 1961: Shawn Lane, guitarrista estadounidense (f. 2003).
- 1961: Marcelo Longobardi, periodista argentino.
- 1961: Lothar Matthäus, futbolista alemán.
- 1962: Matthew Broderick, actor estadounidense.
- 1962: Gilles Lalay, piloto de motociclismo francés (f. 1992).
- 1962: Rosie O'Donnell, actriz y comediante estadounidense.
- 1962: Mark Waid, escritor estadounidense de cómics.
- 1963: Ronald Koeman, futbolista neerlandés.
- 1964: Jesper Skibby, ciclista danés.
- 1965: Francisco Serrano Castro, jurista y político español.
- 1965: Wakana Yamazaki, actriz, seiyū y narradora japonesa.
- 1966: Armando Archundia, árbitro de fútbol mexicano.
- 1968: DJ Premier, productor estadounidense de rap, y diyéi de hip hop.
- 1969: Ali Daei, futbolista iraní.
- 1969: Jaya, cantante filipina.
- 1970: Shiho Niiyama, seiyū japonesa (f. 2000).
- 1968: Mauricio Daza, es un abogado y político chileno.
- 1972: Large Professor, cantautor estadounidense de hip hop.
- 1974: Laura Allen, actriz estadounidense.
- 1974: Pilar García Muñiz, periodista española.
- 1974: Edsel Dope, cantante, compositor y productor estadounidense.
- 1975: Fabricio Oberto, baloncestista argentino.
- 1975: Michale Graves, cantante estadounidense, de la banda The Misfits.
- 1975: Vitaly Potapenko, baloncestista ucraniano.
- 1976: Liza Harper, actriz francesa.
- 1976: Rachael MacFarlane, actriz de voz y cantante estadounidense.
- 1977: Raúl Peña, actor español.
- 1978: Rani Mukerji, actriz de cine y cantante india.
- 1978: Kevin Federline, modelo, actor y bailarín estadounidense de hip hop.
- 1978: Young Noble, rapero estadounidense (f. 2025).
- 1978: Marco de Luigi, futbolista sanmarinense.
- 1978: Soraya García Leite, balonmanista española.
- 1978: Alena Šeredová, actriz y modelo checa.
- 1978: Anders Lyrbring, nadador sueco.
- 1978: Chantal Strasser, nadadora suiza.
- 1978: Sally Barsosio, atleta keniana.
- 1978: Kuramagomed Kuramagomédov, luchador ruso.

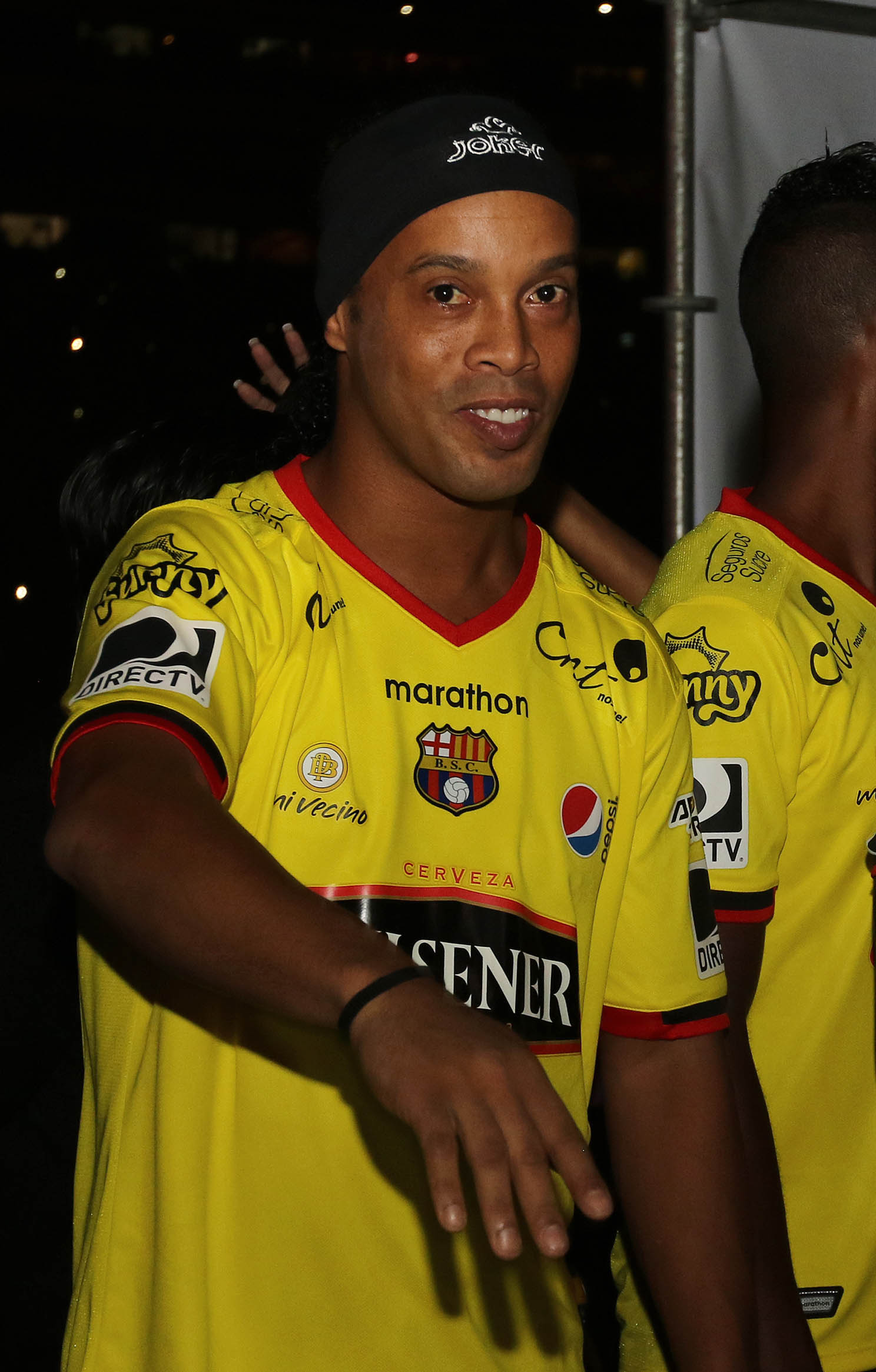
Ronaldinho

- Ronaldinho1979: Yahir, cantante y actor mexicano.
- 1980: Ronaldinho, futbolista brasileño.
- 1980: Deryck Whibley, cantante y guitarrista canadiense, de la banda Sum 41.
- 1981: Juan Martín Juárez, futbolista uruguayo.
- 1983: Gonzalo Fierro, futbolista chileno.
- 1983: Lucila Pascua, baloncestista española
- 1983: Sofía Zámolo, modelo y presentadora de televisión argentina.
- 1984: Armando Alonso, futbolista costarricense del Deportivo Saprissa.
- 1984: Guillermo Daniel Rodríguez, futbolista uruguayo.
- 1984: Karl Svensson, futbolista sueco.
- 1985: Sonequa Martin-Green, actriz estadounidense.
- 1985: Jonathan Vázquez, piloto argentino de automovilismo.
- 1985: Clara, princesa de Luxemburgo.
- 1986: Scott Eastwood, actor estadounidense.
- 1987: Carlos Carrasco, beisbolista venezolano.
- 1989: Jordi Alba, futbolista español.
- 1989: Nicolás Lodeiro, futbolista uruguayo.
- 1990: Ramin Rezaeian, futbolista iraní.
- 1991: Antoine Griezmann, futbolista francés.
- 1991: Djaniny Tavares, futbolista caboverdiano.
- 1996: Facundo Altamirano, futbolista argentino.
- 1996: Denis Rodríguez, futbolista argentino.
- 1996: Alexis Rodríguez, futbolista argentino.
- 1996: Brandon Rivera, ciclista colombiano.
- 1996: Enzo Wouters, ciclista belga.
- 1996: Víctor Zúñiga, futbolista mexicano.
- 1996: Han Ji-hyun, actriz surcoreana.
- 1996: Tatev Hakobian, halterófila armenia.
- 1996: Franco Nahuel Pedraza, futbolista argentino.
- 1996: Monica Csengeri, halterófila rumana.
- 1996: Ryan Richmond, baloncestista canadiense.
- 1996: Valerie Constien, atleta canadiense.
- 1997: Martina Stoessel, cantante y actriz argentina.
- 1997: Moses Dyer, futbolista neozelandés.
- 1997: Bogdan Mykhaylichenko, futbolista ucraniano.
- 1997: Laura Horváth, atleta de CrossFit y halterófila húngara.
- 1998: Ralf Aron, piloto de automovilismo estonio.
- 1998: Cristian Rivero Sabater, futbolista español.
- 1999: Pablo Graña Alonso, piragüista español.
- 1999: Kyah English, taekwondista australiana.
- 2000: Jace Norman, actor estadounidense.
- 2000: Milena Warthon cantante y compositora peruana.
- 2000: Matty Longstaff, futbolista británico.
- 2000: Beka Dartsmelia, futbolista georgiano.
- 2000: Yaroslav Meykher, futbolista ucraniano.
- 2000: Ramiro Ruíz Rodríguez, futbolista argentino.
- 2000: Yoon San-ha, cantante y actor surcoreano.
- 2000: Pedro Bombino, baloncestista cubano.
- 2000: Reggie Perry, baloncestista estadounidense.
- 2000: Ibrahim Covi, futbolista francés.
- 2000: Anda Upīte, piloto de luge letona.
- 2000: Quinten Post, baloncestista nerelandés.
- 2002: Hernán David Almendra, luchador argentino.
- 2003: Elisa Iorio, gimnasta artística italiana.
- 2003: Paulina Gramaglia, futbolista argentina.
- 2005: Aiman Dardari, futbolista luxemburgués.
- 2007: Ethan Nwaneri, futbolista británico.

## Fallecimientos
- 547: Benito de Nursia, religioso y santo italiano, fundador de los benedictinos (n. 480).
- 1076: Robert I, aristócrata borgoñés (n. 1011).
- 1181: Taira no Kiyomori, general feudal japonés (n. 1118).
- 1306: Robert II, aristócrata borgoñés (n. 1248).
- 1487: Nicolás de Flüe (Hermano Klaus), ermitaño suizo (n. 1417).
- 1556: Thomas Cranmer, religioso inglés, arzobispo de Canterbury (n. 1489).
- 1617: Pocahontas, indígena estadounidense, hija del jefe Powhatan.
- 1656: James Ussher, arzobispo anglicano irlandés (n. 1581).
- 1720: María Ana de Borbón-Conti, aristócrata italiana (n. 1689).
- 1721: Juan de Gaona y Abad, diplomático y aristócrata español (n. 1658).
- 1729: John Law, economista y político escocés (n. 1671).
- 1751: Johann Heinrich Zedler, editor alemán (n. 1706).
- 1762: Nicolas Louis de Lacaille, astrónomo francés (n. 1713).
- 1795: Honorato III de Mónaco (n. 1720).
- 1801: Andrea Luchesi, compositor italiano (n. 1741).
- 1804: Luis Antonio Enrique de Borbón-Condé, aristócrata francés (n. 1772).
- 1827 (70): Michel-Gabriel Paccard, médico y alpinista saboyano (n. 1757), ciudadano del Reino de Cerdeña. Fue el primero en coronar el monte Blanco con Jacques Balmat el 8 de agosto de 1786.
- 1829: Windradyne, guerrero aborigen australiano (n. 1800).
- 1831: José Tomás Ovalle, abogado, político y presidente chileno (n. 1787).
- 1843: Robert Southey, poeta británico (n. 1774).
- 1843: Guadalupe Victoria (José Miguel Ramón A. Fernández Félix), primer presidente mexicano (n. 1786).
- 1854: Pedro María Anaya, militar y político mexicano (n. 1795).
- 1880: José Ignacio de Márquez, fue un abogado y político colombiano. presidente de la nueva granada 1 de abril de 1837-1 de abril de 1841 (n. 1793).
- 1880: Tomasz-Franciszek Bartmański, ingeniero militar y viajero polaco (n. 1797).
- 1892: Annibale de Gasparis, astrónomo y matemático italiano (n. 1819).
- 1910: Nadar (Gaspard-Félix Tournachon), fotógrafo francés (n. 1820).
- 1915: Frederick Winslow Taylor, ingeniero y economista estadounidense (n. 1856).
- 1934: Franz Schreker, director de orquesta y compositor austriaco (n. 1878).
- 1936: Alexander Glazunov, compositor ruso (n. 1865).
- 1951: Willem Mengelberg, director de orquesta y músico neerlandés (n. 1871).
- 1955: Aristide Baghetti, actor italiano (n. 1874).
- 1958: Cyril M. Kornbluth, escritor estadounidense de fantasía y ciencia ficción (n. 1923).
- 1960: Sheila Scott Macintyre, matemática escocesa (n. 1910).
- 1980: Peter Stoner, matemático y astrónomo estadounidense (n. 1888).
- 1985: sir Michael Redgrave, actor británico (n. 1908).
- 1987: Robert Preston, actor estadounidense (n. 1918).
- 1987: Dean Paul Martin, músico estadounidense (n. 1951).
- 1990: Juan Carlos De Seta, actor y conductor de televisión argentino (n. 1930).
- 1991: Leo Fender, empresario estadounidense, fabricante de guitarras (n. 1909).
- 1991: Vedat Dalokay, arquitecto y político turco (n. 1927).
- 1992: John Ireland, actor y cineasta canadiense (n. 1914).
- 1992: Natalie Sleeth, pianista y compositora estadounidense (n. 1930).
- 1994: Macdonald Carey, actor estadounidense (n. 1913).
- 1994: Dack Rambo, actor estadounidense (n. 1941).
- 1994: Lili Damita, actriz francesa (n. 1904).
- 1998: Galina Ulanova, bailarina rusa (n. 1910).
- 1999: Ernie Wise, comediante británico (n. 1925).
- 2001: Dora Alonso, escritora cubana  (n. 1910).
- 2001: Chung Ju-yung, empresario industrial coreano (n. 1915).
- 2001: Anthony Steel, actor y cantante británico (n. 1920).
- 2002: Herman Talmadge, teniente, abogado y político estadounidense (n. 1913).
- 2003: Shivani, autor indio (n. 1923).
- 2003: Umar Wirahadikusumah, general y político indonesio (n. 1924).
- 2005: Barney Martin, actor estadounidense (n. 1923).
- 2007: Juan José Hernández, escritor argentino (n. 1931).
- 2008: Gabriel París, militar y presidente colombiano (n. 1910).
- 2008: Oscar Terán, filósofo argentino (n. 1938).
- 2010: Wolfgang Wagner, director de ópera y músico alemán (n. 1919).
- 2011: Txutxi Aranguren, futbolista y entrenador español (n. 1944).
- 2011: Pinetop Perkins, pianista estadounidense de blues (n. 1913).
- 2012: Tonino Guerra, escritor y guionista italiano (n. 1920).
- 2012: Yuri Razuváyev, ajedrecista ruso (n. 1945).
- 2013: Pietro Mennea, atleta y político italiano (n. 1952).
- 2013: Chinua Achebe, escritor nigeriano (n. 1930).
- 2013: Rick Hautala, autor y guionista estadounidense (n. 1949).
- 2013: Aníbal Paz, futbolista uruguayo (n. 1917).
- 2014: James Rebhorn, actor estadounidense (n. 1948).
- 2014: Ignatius Zakka I Iwas, patriarca iraquí (n. 1933).
- 2015: Moncho Alpuente, escritor, músico y periodista español (n. 1949).
- 2015: Perro Aguayo Jr.,  luchador profesional y promotor mexicano (n. 1979).
- 2017: Chuck Barris, presentador y productor de programas de juegos estadounidense (n. 1929).
- 2021: Nawal El Saadawi, escritora y activista egipcia (n. 1931).
- 2025: George Foreman, boxeador estadounidense (n. 1949).

## Celebraciones
- Equinoccio:
  - otoñal en el hemisferio sur y

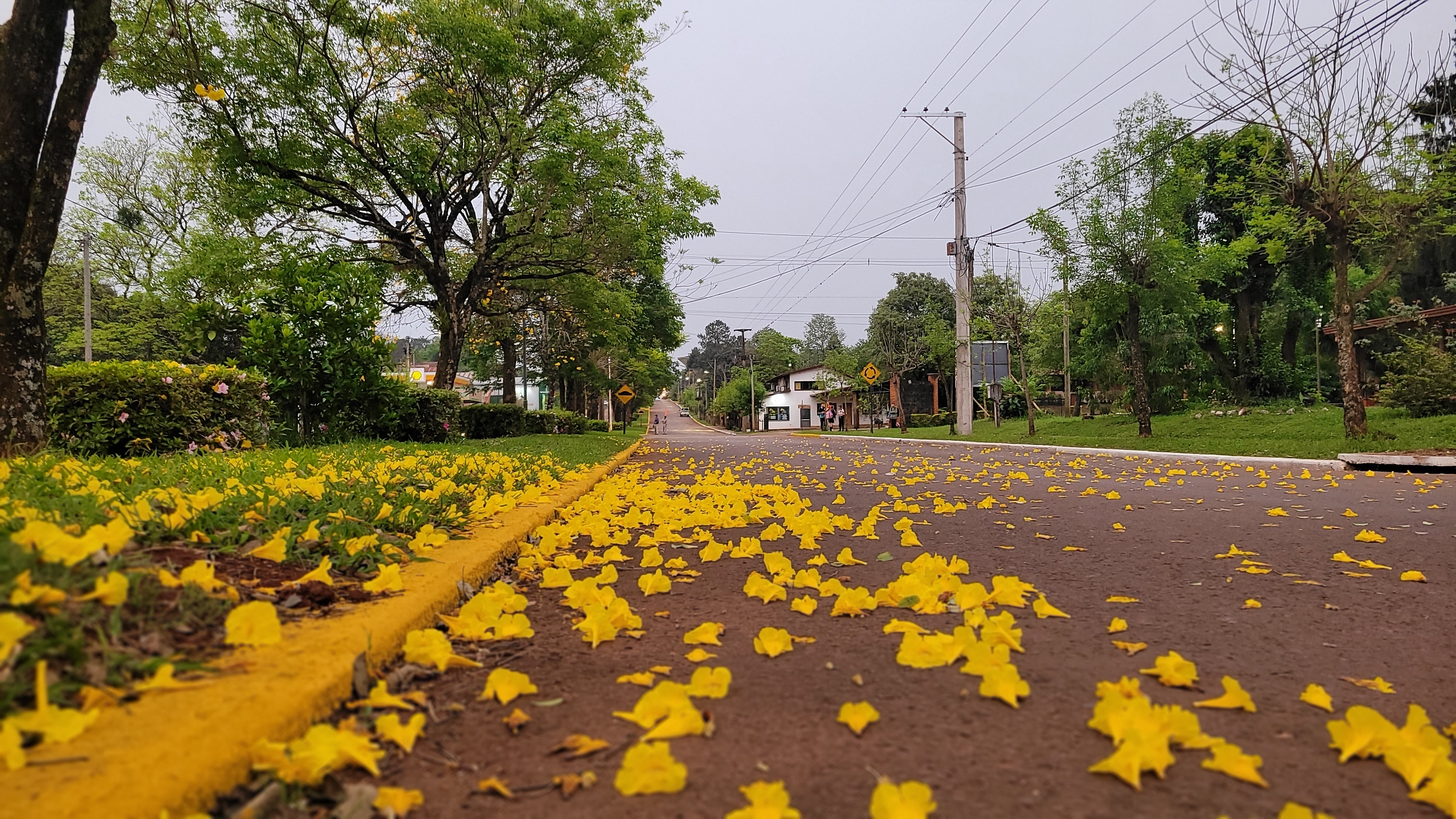
Comienza Otoño en el Hemisferio Sur. Flores de lapacho amarillo sobre una avenida de Ruiz de Montoya, Argentina.

  - primaveral o vernal en el hemisferio norte.

- Zodiaco: inicio del horóscopo.

- Día Internacional del Color.[2]
Establecido por la Asociación Internacional del Color y aprobado por asociaciones y miembros de más de 30 países.

- Día Mundial del Tiramisú.[3]

- Día Mundial la Marioneta. También llamado Día Mundial del Títere.
Se celebra el 21 de marzo de cada año y fue propuesto por la Unión Internacional de la Marioneta (UNIMA) en Atlanta, Estados Unidos.

- Día Internacional de la Cefalea en Racimos.
Para concientizar a la población mundial acerca de este tipo de cefalea frecuente que afecta a las personas que la padecen, debido a su intensidad.

- Día Internacional de la Fragancia.
Esta fecha conmemora el impacto de las fragancias en la vida cotidiana.

Compartidas
- Unión Europea: 
  - Día Europeo de la Música Antigua.[4]

- Naciones Unidas: 
  - Día Internacional de los Bosques.
También conocido como Día Mundial Forestal.[5][6]
  - Día Mundial de los Glaciares.[7]
Los glaciares están amenazados, en riesgo de desaparición. Declarado por la ONU en su resolución A/RES/77/158 junto con la declaración del Año Internacional de los Glaciares 2025.
  - Día Internacional de la Eliminación de la Discriminación Racial.[8]
Proclamado en 1966 por la Asamblea General de las Naciones Unidas en memoria de la masacre de Sharpeville en Sudáfrica (1960).
  - Día del Síndrome de Down.[9]
Instituido en 2012 por las Naciones Unidas para “generar una mayor conciencia pública y recordar la dignidad inherente, la valía y las valiosas contribuciones de las personas” con esa discapacidad intelectual de origen genético.
  - Día Mundial de la Poesía.[10]
Busca apoyar la diversidad lingüística mediante la expresión poética y fomentar la visibilización de aquellas lenguas que están en peligro de desaparecer. Establecido en 1999 por la Unesco.
  - Día Internacional del Novruz.

 Por semana (Por orden alfabético)
- 21 al 27 de marzo: Semana de solidaridad con los pueblos que luchan contra el racismo y la discriminación racial.

 Por países (Por orden alfabético)
- Argentina: 
  - Aniversario de la inauguración de la base San Martín en el islote Barry,[11]parte del archipiélago Debeham en la antártica bahía Margarita.
Fundación: 21 de marzo de 1951 (74 años).
  -  Mendoza: 
    - Aniversario de la Universidad Nacional de Cuyo.
Fundación: 21 de marzo de 1939 (86 años).

- Bolivia: 
  - Día del Cine Boliviano.

- Chile: 
  - Día de la Astronomía en Chile.[12]
  - Día de la Fuerza Aérea de Chile.

- España: 
  - Día del Árbol.[13]
Se suele celebrar a la vez que el Día Internacional de los Bosques, el 21 de marzo, aunque fiel al espíritu del decreto de 1915 que obligó a celebrar la Fiesta del Árbol en toda España, cada ayuntamiento y colectivo organiza su Día del Árbol desde febrero hasta principios de mayo.

- Estados Unidos: 
  - Día Nacional del Pan Francés.[14]
(en inglés: National French Bread Day).
  - Día Nacional del Padre o Madre Soltero.[15]
(en inglés: National Single Parent Day).
  - Día Nacional del Taco Crujiente.[16]
(en inglés: National Crunchy Taco Day).
  - Día Nacional de la Fresa de California.[17]
(en inglés: National California Strawberry Day).
  - Día Nacional de las Flores.[18]
(en inglés: National Flower Day).
  - Día Nacional del Adolescente.[19]
(en inglés: National Teenager Day).
  - Día del Big Bang.[20]
(en inglés: Big Bang Day).
  - Día Nacional de Peter.[21]
(en inglés: National Peter Day).

- Kazajistán: 
  - Nauryz.[22]

- México: 
  - Aniversario del Natalicio de Benito Juárez.

- Namibia: 
  - Día de la Independencia.

- Palestina: 
  - Día de la Madre Palestina.

- Siria: 
  - Día de la Madre.[22]

- Sudáfrica: 
  - Día de los Derechos Humanos.[22]

### Santoral católico

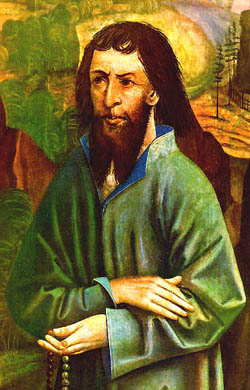
San Nicolás de Flüe, retablo de la iglesia parroquial de Sachseln.

- San Serapión de Egipto, anacoreta.[23][24]
- Santos mártires de Alejandría (f. 339).
- San Lupicino de Lauconne, abad (f. 480).
- San Endeo de Aran, abad (f. c. 542).[23]
- San Benito de Montecasino, abad (f. 547).
- San Jacobo el Confesor, mártir (f. c. 824).[23]
- San Juan de Valence, obispo (f. c. 1145).[23]
- San Nicolás de Flüe, anacoreta (f. 1487).[23][25](imagen ilustrativa).
- Beatos Tomás Pilchard y Guillermo Pike, mártires (f. 1591).[23]
- Beato Mateo Flathers, presbítero y mártir (f. 1608).[23]
- San Agustín Zhao Rong, presbítero y mártir (f. 1815).[23]
- Beata Benita Cambiagio Frassinello (f. 1858).[23][26]